# Irsko na Letních olympijských hrách 1992
Irsko se účastnilo Letní olympiády 1992 ve španělské Barceloně. Zastupovalo ho 58 sportovců (49 mužů a 9 žen) ve 12 sportech.

## Medailisté
| Medaile | Jméno            | Sport | Soutěž                             |
| ------- | ---------------- | ----- | ---------------------------------- |
| Zlato   | Michael Carruth  | Box   | muži váha lehká střední - do 67 kg |
| Stříbro | Wayne McCullough | Box   | muži váha bantamová - do 56 kg     |